# عملية مخلب النسر
عملية مخلب النسر (بالإنجليزية: Operation Eagle Claw)‏ (بالفارسیة: عملیات پنجه عقاب) هي عملية عسكرية فاشلة نفذتها القوات المسلحة الأمريكية بجانب القوات الخاصة في 25 إبريل 1980 لتحرير رهائن أميركيين في السفارة الأميركية بطهران، لكنها باءت بالفشل وأدت إلى تدمير طائرتين ومقتل ثمانية جنود أمريكيين في صحراء طبس الواقعة  شمال شرق إيران. 

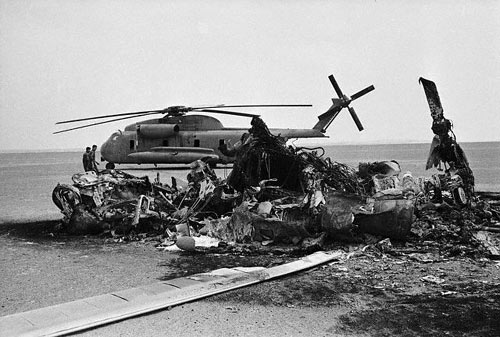
مروحية أمريكية متحطمة أثناء عملية مخلب النسر.

## الخلفية
عندما قامت الثورة الإسلامية في إيران عام 1979م على حكم الشاه محمد رضا بهلوي الذي كان حليفا استراتيجيا للولايات المتحدة الأمريكية، حاول الشاه اللجوء إلى بلدان مختلفة منها البلدان الأروبية ومصر والمغرب. ثم وافقت الإدارة الأميريكية للشاه بدخول الولايات المتحدة فاستقبلته بحجة العلاج، وهذا ما تسبب في غضب الشعب الإيراني. فقامت مجموعة شباب من أنصار الإمام الخميني بالتجمع أمام مبنى السفارة الأمريكية في طهران للتظاهر والتنديد بسياسة الولايات المتحدة ضد إيران، ثم قاموا باقتحام السفارة، واحتجزوا جميع من كان بداخلها من الدبلوماسيين الأمريكيين والذي كان عددهم 52 شخصا.
كان رد الولايات المتحدة على احتجاز دبلوماسيها قوياً، واجريت مفاوضات للإفراج عن الدبلوماسيين عدة أشهر. ولكن بعد فشل جميع المفاوضات والمحاولات الدبلوماسية قرر الرئيس الأمريكي جيمي كارتر اللجوء للحل العسكري،  فتم تعيين وحدة لاجراء عملية مخلب النسر.

## التخطيط والإعداد
عندما توفرت لدى المخططين جميع المعلومات الضرورية وهيأت الأقمار الصناعية الأمريكية جميع الصور الجوية المطلوبة من جميع مواقع العملية، وتم تحديد أماكن تواجد الرهائن من قبل فرق الإستخباراتية بدأ التخطيط للعملية في 5 نوفمبر 1979، في قسم خطط العمليات الخاصة في وزارة الدفاع الأمريكية، البنتاجون. كانت تعتبر هذه العملية أكبر عملية للقوات الخاصة في القرن العشرين اذ انها ستستمر ليومين، 24 و25 أبريل 1980م.

### الخطة
كانت الخطة بان قبل ثلاثة أسابيع من يوم العملية، في 1أبريل، ستقوم فرق الإستخبارات الأمريكية بالنزول في الموقع رقم واحد، صحراء طبس ، لأخذ عينة للتربة وتحليلها للتأكد من صلاحية الموقع وإختيار المكان الأمثل لهبوط الطائرات وزرع وحدات الإضاءة على ممرات الهبوط المفترض لتسهيل هبوط طائرات السي-130  ليلا في الأماكن المختارة.
وفي 24 أبريل، ليلا ستأتي 3 طائرات EC-130  التابعة للقوات الجوية الأمريكية والتي تحمل القوات الخاصة الأمريكية، دلتا، وتنزل في الموقع رقم واحد، صحراء طبس () علي بعد 500 كم جنوب غرب طهران، وتأتي 3 طائرات MC-130 تحمل المعدات الخاصة للقوات. ثم تصل طائرات سي-130 التي محملة ب20 ألف لتر وقود طائرات ومن بعدها تأتي 8 طائرات هيليكوبتر نقل من طراز RH-53 تابعة لمشاة بحرية الولايات المتحدة، فيتم تزويد طائرات الهليوكوبتر بالوقود حتي تنقل الجنود إلي الموقع الثاني () الذي يقع جنوب طهران بحوالي 52كم. وتعود طائرات سي-130 وطائرات EC-130 إلى مواقعها التي أقلعت منها، ويخلى موقع طبس تماما.
وفي الموقع الثاني يقوم الأفراد بالتخفي حتي الليلة الثانية. ففي الليلة الثانية يبدأ سير العملية بقدوم الشاحنات إلى الموقع الثاني، التي سيقوم بعض عملاء السي أي أيه داخل طهران بإختطافها بعد قطع كامل الكهرباء عن المدينة. فتنقسم قوات الدلتا الأمريكية لقسمين، قسم سيكون موكلا له السيطرة علي قاعدة المنظرية الجوية ()،التي تقع جنوب غرب مدينة طهران بمسافة 56كم، وبعد السيطرة عليها تستقبل طائرات سي-141. والقسم الأخر سيكون موكلا له تحرير الرهائن، فيتجه إلى مقر السفارة، وبعد سيطرته الكاملة على المبنى وتحرير الرهائن، يتجه إلى ملعب الشهيد شيرودي لإنتظار طائرات الهيليوكبتر RH-53 لنقلهم إلي قاعدة المنظرية الجوية، ومن ثم الهروب بواسطة طائرات النقل العملاقة سي-141. فتقلع طائرات سي-141 بجميع الرهائن والمجموعات المقاتلة وتبقى جميع طائرات الهليوكوبتر في المطار وتدمر أثناء المغادرة.
وبالتزامن مع العملية تحلق مقاتلات في الأجواء من نوع إف-14 توم كات وإف-4 فانتوم وAC-130 ومقاتلات اخري لتقوم بتدمير أي هدف يتقدم تجاه الموقع. طبعا تم دهان مقاتلات الإف-14 والإف-4 المشاركة في العملية بالأسود والبرتقالي لتفريقهما عن مقاتلات الفانتوم والتومكات الإيرانية التي تم شراؤها من الولايات المتحدة الأمريكية.

## التنفيذ
في يوم 24 أبريل 1980م بدأت القوات المسلحة الأمريكية العملية وفقا للخطه المرسومة. فتوجهت طائرة الEC-130 من مطار مصيرة في عمان إلى الموقع الأول وهي تحمل قائد العملية الميداني وقوات الدلتا. ثم توجهت طائرات سي-130 المزودة بالوقود إلي الموقع، ولكن في أثناء الهبوط حدثت تلفيات صغيرة في جناح الأيمن للطائرة. تمكن رجال قوات الدلتا من إصلاحها، وبهذا تمت المرحلة الأولى من العملية بنجاح. فبدأت القوات تنتظر طائرات الهيليكوبتر RH-53  كي تقوم بتموينها بالوقود ثم الذهاب للموقع الثاني.
ففي أثناء انتظار وصول الهليكوبترات، دخلت شاحنة إيرانية محملة بالوقود، تتبعها سيارة صغيرة، في مكان تمركز قوات الدلتا، وهي كانت على الأرجح تابعة لعصابة تهريب وقود إيرانية. فقامت القوات الأمريكية بضربها بصاروخ M72. فانفجرت الشاحنة وأشتعلت الوقود بها، فتحول الظلام الدامس في الصحراء إلي ضياء تام وأنكشف مكان القوات الأمريكية. وأما سائق الشاحنة فقد استطاع الفرار بالسيارة الصغيرة، فعرفت القوات بأنه كان مهرب صغير فتركته وأعتبرت ألا خطورة منه. وبعد تلك الحادثة بحوالي نصف ساعة، جاءت حافلة ركاب إيرانية علي طريق الذي كان قريب من موقع تمركزهم. وبسبب إشتعال النيران في المنطقة رأى الركاب القوات الأمريكية المتمركزة هناك. فإضطرت القوات الأمريكية إلي إيقاف الحافلة وإنزال جميع ركابها.
وفقا للخطة؛ بعد نصف ساعة من اكتمال وصول طائرات النقل والوقود، بدأ إقلاع طائرات الهليوكوبتر من حاملة الطائرات يو إس إس نيمتز التي كانت تبحر في خليج عمان، وبدأت تطير باتجاه الموقع رقم واحد. لكن عندما دخلت الطائرات صحراء إيران، هبت عاصفة مفاجئة في الصحراء وأصبحت طائرتين من ال8 طائرات الRH-53 غير مؤهلة للطيران فإضطرت للعودة إلى حاملة الطائرات و بهذا تبقت 6 طائرات فقط. وبعد قليل توقف النظام الهيدروليكي لإحدى الطائرات الأخرى. فمن هؤلاء الطائرات 5 منها فقط وصلت لمنطقة الهبوط وذلك بتأخير من 60-90 دقيقة عن الوقت المحدد.لكن كان عدد الطائرات غير كاف لمواصلة المهمة فتم إرسال طلب من القيادة العسكرية إلى الرئيس الأمريكي للموافقة على إلغاء العملية. وبعد ساعتين صدرت الأوامر من البيت الأبيض بالانسحاب وإلغاء العملية. فتم اتخاذ القرار بإعادة التزود بالوقود للهليكوبترات الخمس والعودة وترك السادسة.لكن أثناء مغادرة القوات الأمريكية اصطدمت إحدى طائرات الهيليكوبتر الأمريكية بطائرة نقل تحمل جنود خدمات ووقود طائرات مما أدى لاشتعال النيران في كلتا الطائرتين ومقتل 8 من جنود الخدمات.

## بعد الحادثة

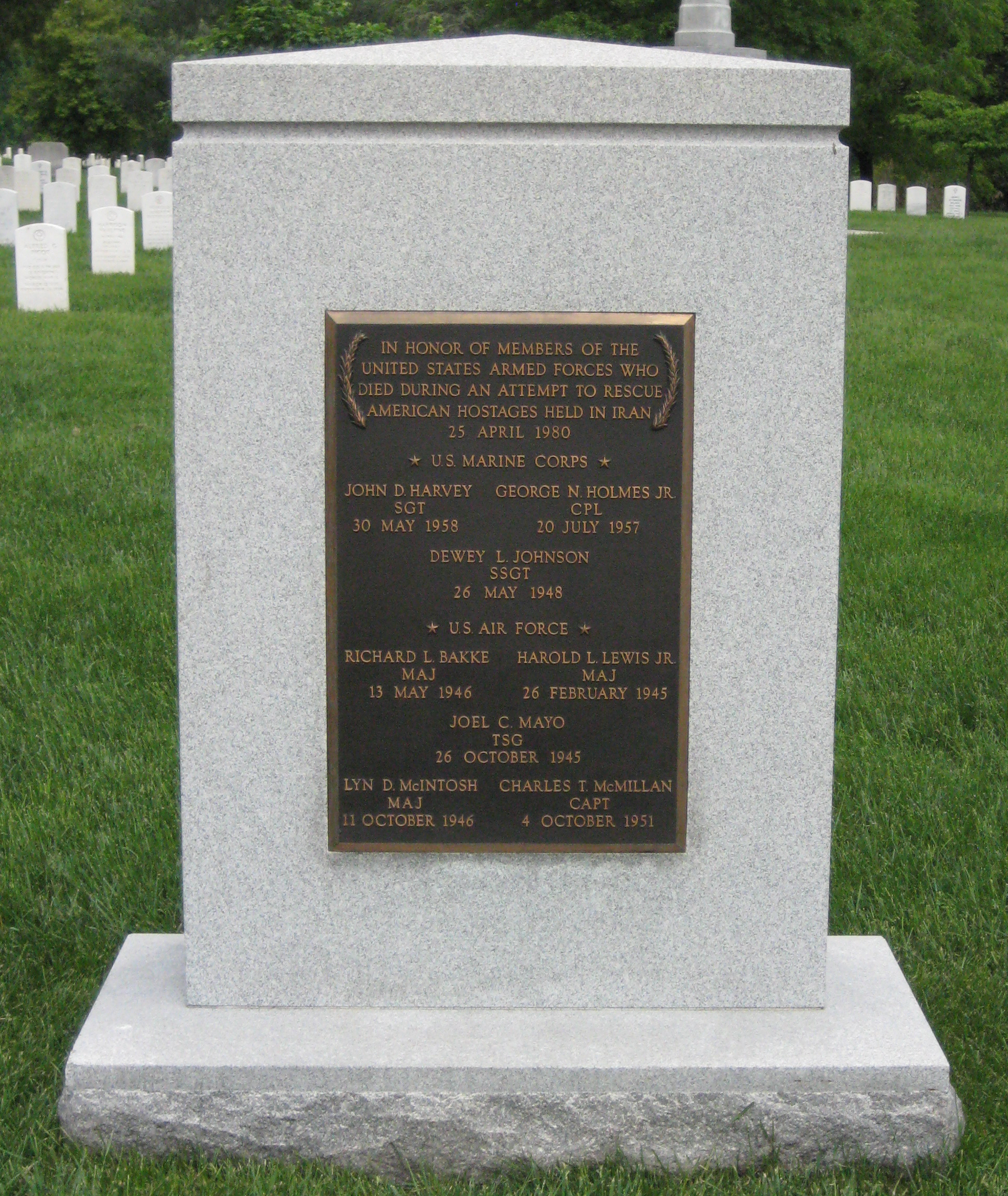
مقبرة تضم أسماء القتلى الثمان المكون من القوات الجوية الأمريكية والقوات البحرية.

في 25 أبريل 1980،أعلن البيت الابيض عن فشل عملية انقاذ الرهائن. دان روح الله الخميني جيمي كارتر في خطابه بعد وقوع حادثة طبس، قائلاً «إن الله قد انعم على الحكومة الإسلامية بمعجزة العاصفة الرملية».
استمرت محاولات الرئيس كارتر للإفراج عن الرهائن حتی نهاية فترة رئاسته. ثم في 20 يناير 1981، بعد 444 يوما من احتجاز الرهائن أفرجت إيران عنهم رسميا بعد دقائق من انتهاء فترة رئاسة كارتر وأداء الرئيس الأمريكي الجديد رونالد ريغان. يعتقد بعض المحللين السياسيين أن فشل المهمة كان سببًا في هزيمة الرئيس الأمريكي جيمي كارتر في الانتخابات الرئاسية.
في عام 1997 أنتج المخرج الإيراني جواد شمقدري فيلم «عاصفة الرمال»(بالفارسية: طوفان شن) تناول فيه محاولة الإدارة الأمريكية لتنفيذ عملية مخلب النسر. ونشر المغني الإيراني حامد زماني أغنية جديدة بعنوان «الغناء مع العاصفة» حول هذا الحادث.

## الوحدات المشاركة في العملية

### القوات الجوية الأمريكية
- جناح العمليات الخاصة 1st:سرب العمليات الخاصة 8th.[23]
- جناح الجسر الجوي 436th.[24]
- جناح الجسر الجوي 437th.[24]
- جناح الجسر الجوي 438th.[24]
- جناح النقل الجوي 322d .[24]

### القوات الخاصة الأمريكية
- قوة دلتا[25]
- الفوج الـ 75 من فرقة رينجرز الأمريكية[26]

### قوات مشاة البحرية الأمريكية
- يو إس إس نيمتز
- يو إس إس كارل سي (CV-43)

## وصلات خارجية
- "The Desert One Debacle" – ذا أتلانتيك, May 2006
- Modern Warfare: Special Operations, Operation Eagle Claw – The first part of a series of articles on Kuro5hin
- Pictorial overview
- Airman magazine – Interviews with surviving participants link is broken
- The Holloway Report – The official DoD investigation into the incident